# Championnat d'Italie de football de troisième division 2024-2025
 (décembre 2024).
Si vous disposez d'ouvrages ou d'articles de référence ou si vous connaissez des sites web de qualité traitant du thème abordé ici, merci de compléter l'article en donnant les références utiles à sa vérifiabilité et en les liant à la section « Notes et références ».
Navigation
Serie C 2023-2024 Serie C 2025-2026
La saison 2024-2025 du championnat d'Italie de troisième division, en italien Serie C, est organisée en trois poules de 20 équipes.
C'est la 11e édition du championnat italien organisée par la Lega Italiana Calcio Professionistico, au sein d'une division unique, le championnat porte à nouveau le nom d'origine de Serie C.

## Déroulement de la saison
Le premier de chaque groupe est promu en Serie B, tandis qu'un barrage national a lieu afin de déterminer un quatrième promu.
Les clubs classés de la 4e à la 10e place de chaque groupes disputent des matchs de barrages. Les deux vainqueurs de ces barrages se qualifient pour le barrage national.
Les clubs classés 2e et 3e de leur groupe sont directement qualifiés pour le barrage national.
La finale du barrage national se déroule dans un match aller-retour.

## Participants
| Equipe                                   | Ville                    | Stade                                          | Capacité |
| ---------------------------------------- | ------------------------ | ---------------------------------------------- | -------- |
| Feralpisalò R                            | Salò et Lonato del Garda | Stade Lino Turina                              | 2 500    |
| Calcio Lecco 1912 R                      | Lecco                    | Stadio Mario Rigamonti-Mario Ceppi             | 4 997    |
| Associazione Calcio Renate               | Renate                   | Stade Città di Meda                            | 2 500    |
| Associazione Calcio Trento 1921          | Trente                   | Stade Briamasco                                | 4 200    |
| Associazione Sportiva Giana Erminio      | Gorgonzola               | Stadio comunale Città di Gorgonzola            | 3 766    |
| Associazione Virtusvecomp Verona         | Vérone                   | Centre sportif Mario Gavagnin-Sinibaldo Nocini | 1 421    |
| Atalanta Bergame U23                     | Bergame                  | Stadio Comunale di Caravaggio                  | 2 180    |
| Aurora Pro Patria 1919                   | Busto Arsizio            | Stadie Carlo Speroni                           | 5 867    |
| Calcio Padoue                            | Padoue                   | Stadio Euganeo                                 | 32 420   |
| Football Club Arzignano Valchiampo       | Arzignano                | Stade Tommaso Dal Molin                        | 2 000    |
| Football Club Lumezzane                  | Lumezzane                | Stade Tullio Saleri                            | 4 150    |
| Football Club Pro Verceil 1892           | Verceil                  | Stade Silvio Piola                             | 5 500    |
| L.R. Vicence                             | Vicence                  | Stade Romeo-Menti                              | 12 400   |
| Novare Football Club                     | Novare                   | Stade Silvio Piola                             | 17 875   |
| Unione Calcio AlbinoLeffe                | Albino et Leffe          | AlbinoLeffe Stadium                            | 1 791    |
| Unione Sportiva Pergolettese 1932        | Crema                    | Stade Giuseppe Voltini                         | 4 100    |
| Unione Sportiva Triestina Calcio 1918    | Trieste                  | Stade Nereo-Rocco                              | 32 454   |
| Alcione Milano P                         | Milan                    | Stade Ernesto Breda                            | 4 500    |
| Calcio Caldiero Terme P                  | Caldiero                 | Stade Mario Berti                              | 1 736    |
| Union Clodiense Chioggia Football Club P | Chioggia                 | Stade Aldo e Dino Ballarin                     | 3 622    |

| Equipe                  | Ville          | Stade                            | Capacité |
| ----------------------- | -------------- | -------------------------------- | -------- |
| Ternana Calcio R        | Ternie         | Stadio Libero Liberati           | 17 460   |
| Ascoli Calcio 1898 FC R | Ascoli Piceno  | Stade Cino-et-Lillo-Del-Duca     | 20 550   |
| AC Legnano              | Legnano        | Stade Giovanni Mari              | 5 000    |
| AC Milan U23            | Milan          | Stade Felice Chinetti            | 4 500    |
| AC Pérouse Calcio       | Pérouse        | Stade Renato-Curi                | 23 625   |
| AS Gubbio               | Gubbio         | Stade Pietro-Barbetti            | 4 939    |
| Delfino Pescara         | Pescara        | Stade Adriatico                  | 23 800   |
| Lucchese 1905           | Lucques        | Stade Porta Elisa                | 7 386    |
| Pineto Calcio           | Pineto         | Stade Mariani-Pavone             | 1 000    |
| Rimini FC               | Rimini         | Stade Romeo Neri                 | 9 768    |
| SPAL Ferrare            | Ferrare        | Stade Paolo-Mazza                | 16 134   |
| SS Arezzo               | Arezzo         | Stade communal d'Arezzo          | 13 128   |
| Torres Calcio           | Sassari        | Stade Vanni Sanna                | 7 480    |
| US Città di Pontedera   | Pontedera      | Stade Ettore Mannucci            | 2 700    |
| US Sestri Levante       | Sestri Levante | Stade Giuseppe-Sivori            | 1 500    |
| Virtus Entella          | Chiavari       | Stade communal de Chiavari       | 5 587    |
| Vis Pesaro              | Pesaro         | Stade Tonino-Benelli             | 4 898    |
| AC Carpi P              | Carpi          | Stade Sandro Cabassi             | 5 500    |
| Campobasso FC P         | Campobasso     | Stade Nuovo Romagnoli            | 25 000   |
| US Pianese P            | Piancastagnaio | Stade Comunale de Piancastagnaio | 1 500    |

| Equipe           | Ville                 | Stade                          | Capacité |
| ---------------- | --------------------- | ------------------------------ | -------- |
| ACR Messine      | Messine               | Stade San Filippo              | 38 722   |
| Audace Cerignola | Cerignola             | Stade Domenico Monterisi       | 7 453    |
| AZ Picerno       | Picerno               | Stade Donato Curcio            | 1 600    |
| Bénévent Calcio  | Bénévent              | Stade Ciro-Vigorito            | 16 867   |
| Calcio Foggia    | Foggia                | Stade Pino-Zaccheria           | 25 085   |
| Catane FC        | Catane                | Stade Angelo-Massimino         | 20 881   |
| FC Casertana     | Caserte               | Stade Alberto Pinto            | 12 000   |
| FC Crotone       | Crotone               | Stade Ezio-Scida               | 16 640   |
| Giugliano Calcio | Giugliano in Campania | Stade Alberto De Cristofaro    | 6 044    |
| Juventus U23     | Turin                 | Stade La Marmora-Pozzo         | 5 000    |
| Latina Calcio    | Latina                | Stade Domenico Francioni       | 9 398    |
| Potenza Calcio   | Potenza               | Stade Alfredo Viviani          | 5 500    |
| Sorrente Calcio  | Sorrente              | Stade Communal Italia          | 3 600    |
| SS Monopoli      | Monopoli              | Stade Vito Simone Veneziani    | 6 800    |
| Tarente FC       | Tarente               | Stade Erasmo Iacovone          | 27 584   |
| Turris Calcio    | Torre del Greco       | Stade Amerigo Liguori          | 5 300    |
| US Avellino      | Avellino              | Stade Partenio                 | 10 125   |
| Cavese 1919 P    | Cava de' Tirreni      | Stade Simonetta Lamberti       | 5 200    |
| FC Trapani P     | Trapani               | Stade Giacomo Basciano         | 7 787    |
| Team Altamura P  | Altamura              | Stade Communal Tonino D'Angelo | 3 000    |

## Compétition
Une victoire rapporte 3 points, un match nul, 1 point, une défaite, 0 point et un forfait, 0 point. Au bout de trois forfait, le club est exclu du championnat et est relégué en 9e division. En cas d'égalité de points, les clubs sont départagés avec les résultats des confrontations directes des équipes concernées, puis à la différence de buts en cas de nouvelle égalité.

### Groupe A

#### Classement
| Rang | Équipe                     | Pts  | J  | G  | N  | P  | Bp | Bc | Diff |
| ---- | -------------------------- | ---- | -- | -- | -- | -- | -- | -- | ---- |
| 1    | Calcio Padoue              | 86   | 38 | 26 | 8  | 4  | 65 | 24 | +41  |
| 2    | L.R. Vicence               | 83   | 38 | 25 | 8  | 5  | 59 | 24 | +35  |
| 3    | FeralpiSalò R              | 72   | 38 | 21 | 9  | 8  | 53 | 30 | +23  |
| 4    | US AlbinoLeffe             | 60   | 38 | 16 | 12 | 10 | 46 | 38 | +8   |
| 5    | AC Renate                  | 60   | 38 | 18 | 6  | 14 | 35 | 36 | -1   |
| 6    | AS Giana Erminio           | 57   | 38 | 16 | 9  | 13 | 44 | 39 | +5   |
| 7    | AC Trente                  | 57   | 38 | 14 | 15 | 9  | 47 | 42 | +5   |
| 8    | Atalanta Bergame U23       | 57   | 38 | 16 | 9  | 13 | 65 | 53 | +12  |
| 9    | Virtus Vérone              | 56   | 38 | 15 | 11 | 12 | 52 | 43 | +9   |
| 10   | FC Arzignano Valchiampo    | 53   | 38 | 15 | 8  | 15 | 45 | 46 | -1   |
| 11   | Novare FC                  | 52-2 | 38 | 14 | 12 | 12 | 42 | 39 | +3   |
| 12   | Alcione Milano P           | 47   | 38 | 13 | 8  | 17 | 33 | 37 | -4   |
| 13   | Calcio Lecco R             | 43   | 38 | 10 | 13 | 15 | 36 | 47 | -11  |
| 14   | US Pergolettese            | 42   | 38 | 11 | 9  | 18 | 36 | 49 | -13  |
| 15   | FC Lumezzane               | 42   | 38 | 9  | 15 | 14 | 40 | 55 | -15  |
| 16   | US Triestina               | 39-5 | 38 | 12 | 8  | 18 | 40 | 45 | -5   |
| 17   | Pro Verceil                | 37   | 38 | 9  | 10 | 19 | 30 | 51 | -21  |
| 18   | Aurora Pro Patria          | 34   | 38 | 6  | 16 | 16 | 32 | 44 | -12  |
| 19   | Calcio Caldiero Terme P    | 33   | 38 | 8  | 9  | 21 | 39 | 64 | -25  |
| 20   | Union Clodiense Chioggia P | 21   | 38 | 4  | 9  | 25 | 34 | 67 | -33  |

Promotion en Serie B
- 1er : promotion
- 2e : deuxième tour de la phase nationale des barrages de promotion
- 3e : premier tour de la phase nationale des barrages de promotion
- 4e : deuxième tour de la phase de groupes des barrages de promotion
- 5e au 10e : premier tour de la phase de groupes des barrages de promotion

Relégation en Serie D
- 16e au 19e : barrages de relégation
- 20e : relégation

Abréviations
- R : Relégué de Serie B 2023-2024
- P : Promu de Serie D 2023-2024

#### Tours préliminaires des barrages de promotion
| Équipe 1      | Résultat | Équipe 2             |
| ------------- | -------- | -------------------- |
| Trento        | 1 - 2    | Atalanta Bergame U23 |
| Renate        | 0 - 0    | Arzignano Valchiampo |
| Giana Erminio | 1 - 0    | Virtus Verona        |

| Équipe 1    | Résultat | Équipe 2             |
| ----------- | -------- | -------------------- |
| AlbinoLeffe | 1 - 3    | Atalanta Bergame U23 |
| Renate      | 1 - 2    | Giana Erminio        |

- En cas d'égalité, le club le mieux placé en championnat est qualifié pour le tour suivant.

#### Barrages de relégation
Les matchs se déroulent le 10 et le 17 mai 2025.
| Équipe            | Aller | Total | Retour | Équipe       |
| ----------------- | ----- | ----- | ------ | ------------ |
| Caldiero Terme    | 0 - 0 | 0 - 0 | 0 - 0  | Triestina    |
| Aurora Pro Patria | 1 - 0 | 1 - 1 | 0 - 1  | Pro Vercelli |

- À résultat nul, les équipes les moins bien classés sont relégués et c'est donc Caldiero Terme et Aurora Pro Patria qui joueront en Serie D lors de la saison 2025-2026.

### Groupe B

#### Classement
| Rang | Équipe                | Pts  | J  | G  | N  | P  | Bp | Bc | Diff |
| ---- | --------------------- | ---- | -- | -- | -- | -- | -- | -- | ---- |
| 1    | Virtus Entella        | 83   | 38 | 23 | 14 | 1  | 61 | 24 | +37  |
| 2    | Ternana Calcio R      | 74-2 | 38 | 22 | 10 | 6  | 64 | 23 | +41  |
| 3    | Torres Calcio         | 68   | 38 | 19 | 11 | 8  | 55 | 36 | +19  |
| 4    | Delfino Pescara       | 67   | 38 | 19 | 10 | 9  | 55 | 35 | +20  |
| 5    | SS Arezzo             | 64   | 38 | 19 | 7  | 12 | 48 | 37 | +11  |
| 6    | Vis Pesaro            | 58   | 38 | 15 | 13 | 10 | 44 | 34 | +10  |
| 7    | Pineto Calcio         | 57   | 38 | 15 | 12 | 11 | 46 | 49 | -3   |
| 8    | US Pianese P          | 53   | 38 | 15 | 8  | 15 | 48 | 48 | 0    |
| 9    | Rimini FC             | 51-2 | 38 | 13 | 14 | 11 | 45 | 35 | +10  |
| 10   | US Città di Pontedera | 48   | 38 | 13 | 9  | 16 | 54 | 54 | 0    |
| 11   | AS Gubbio             | 48   | 38 | 13 | 9  | 16 | 32 | 42 | -10  |
| 12   | AC Pérouse Calcio     | 47   | 38 | 11 | 14 | 13 | 43 | 41 | +2   |
| 13   | AC Carpi P            | 44   | 38 | 11 | 11 | 16 | 41 | 48 | -7   |
| 14   | Campobasso FC P       | 43   | 38 | 11 | 10 | 17 | 36 | 46 | -10  |
| 15   | Ascoli Calcio R       | 40   | 38 | 9  | 13 | 16 | 37 | 46 | -9   |
| 16   | Lucchese 1905         | 39-6 | 38 | 10 | 15 | 13 | 47 | 64 | -17  |
| 17   | SPAL Ferrare          | 35-3 | 38 | 9  | 11 | 18 | 41 | 61 | -20  |
| 18   | AC Milan U23          | 34   | 38 | 7  | 13 | 18 | 36 | 57 | -21  |
| 19   | US Sestri Levante     | 31   | 38 | 6  | 13 | 19 | 34 | 54 | -20  |
| 20   | AC Legnano            | 29   | 38 | 6  | 11 | 21 | 30 | 63 | -33  |

Promotion en Serie B
- 1er : promotion
- 2e : deuxième tour de la phase nationale des barrages de promotion
- 3e : premier tour de la phase nationale des barrages de promotion
- 4e : deuxième tour de la phase de groupes des barrages de promotion
- 5e au 10e : premier tour de la phase de groupes des barrages de promotion

Relégation en Serie D
- 16e au 19e : barrages de relégation
- 20e : relégation

Abréviations
- R : Relégué de Serie B 2023-2024
- P : Promu de Serie D 2023-2024

- Rimini étant vainqueur de la Coupe de Serie C est qualifié pour les play-off nationaux. Le club de Gubbio, classé 11e, est donc intégré aux tours préliminaires des barrages de promotion.

#### Tours préliminaires des barrages de promotion
| Équipe 1      | Résultat | Équipe 2   |
| ------------- | -------- | ---------- |
| Arezzo        | 3 - 1    | Gubbio     |
| Vis Pesaro    | 1 - 1    | Pontedera  |
| Pineto Calcio | 0 - 1    | US Pianese |

| Équipe 1 | Résultat | Équipe 2   |
| -------- | -------- | ---------- |
| Pescara  | 2 - 1    | US Pianese |
| Arezzo   | 0 - 1    | Vis Pesaro |

- En cas d'égalité, le club le mieux placé en championnat est qualifié pour le tour suivant.

#### Barrages de relégation
Les matchs se déroulent le 10 et le 17 mai 2025.
| Équipe         | Aller | Total | Retour | Équipe   |
| -------------- | ----- | ----- | ------ | -------- |
| AC Milan U23   | 1 - 0 | 1 - 2 | 0 - 2  | SPAL     |
| Sestri Levante | 2 - 1 | 2 - 2 | 0 - 1  | Lucchese |

- L'équipe U23 de l'AC Milan et l'US Sestri Levante sont relégués en Serie D pour la saison 2025-2026.

### Groupe C

#### Classement
| Rang | Équipe           | Pts  | J  | G  | N  | P  | Bp | Bc | Diff |
| ---- | ---------------- | ---- | -- | -- | -- | -- | -- | -- | ---- |
| 1    | US Avellino      | 75   | 34 | 22 | 9  | 3  | 61 | 26 | +35  |
| 2    | Audace Cerignola | 67   | 34 | 19 | 10 | 5  | 50 | 32 | +18  |
| 3    | SS Monopoli      | 57   | 34 | 15 | 12 | 7  | 36 | 25 | +11  |
| 4    | FC Crotone       | 54   | 34 | 15 | 9  | 10 | 62 | 49 | +13  |
| 5    | Catane FC        | 53-1 | 34 | 14 | 12 | 8  | 49 | 34 | +15  |
| 6    | Bénévent Calcio  | 52   | 34 | 13 | 13 | 8  | 51 | 34 | +17  |
| 7    | Potenza Calcio   | 49   | 34 | 12 | 13 | 9  | 55 | 52 | +3   |
| 8    | AZ Picerno       | 48   | 34 | 10 | 18 | 6  | 39 | 27 | +12  |
| 9    | Juventus U23     | 44   | 34 | 12 | 8  | 14 | 44 | 45 | -1   |
| 10   | Giugliano Calcio | 43   | 34 | 12 | 7  | 15 | 51 | 54 | -3   |
| 11   | FC Trapani P     | 41   | 34 | 11 | 8  | 15 | 42 | 42 | 0    |
| 12   | Cavese 1919 P    | 41   | 34 | 10 | 11 | 13 | 34 | 39 | -5   |
| 13   | Team Altamura P  | 37   | 34 | 9  | 10 | 15 | 35 | 47 | -12  |
| 14   | Sorrente Calcio  | 35   | 34 | 9  | 8  | 17 | 26 | 49 | -23  |
| 15   | Latina Calcio    | 34   | 34 | 9  | 7  | 18 | 25 | 56 | -31  |
| 16   | FC Casertana     | 32   | 34 | 6  | 14 | 14 | 30 | 38 | -8   |
| 17   | Calcio Foggia    | 31   | 34 | 7  | 10 | 17 | 34 | 51 | -17  |
| 18   | ACR Messine      | 25-4 | 34 | 6  | 11 | 17 | 29 | 53 | -24  |
| 19   | Turris Calcio    |      |    |    |    |    |    |    |      |
| 20   | Tarente FC       |      |    |    |    |    |    |    |      |

Promotion en Serie B
- 1er : promotion
- 2e : deuxième tour de la phase nationale des barrages de promotion
- 3e : premier tour de la phase nationale des barrages de promotion
- 4e : deuxième tour de la phase de groupes des barrages de promotion
- 5e au 10e : premier tour de la phase de groupes des barrages de promotion

Relégation en Serie D
- 17e et 18e : barrages de relégation
- exclu de la compétition

Abréviations
- R : Relégué de Serie B 2023-2024
- P : Promu de Serie D 2023-2024

- Taranto et Turris sont exclus du championnat, respectivement à la 29e et à la 30e journée de championnat. Tous les matchs et les résultats contre ces deux équipes sont annulés. Les clubs sont rétrogradés en Serie D pour la saison suivante.

#### Tours préliminaires des barrages de promotion
| Équipe 1  | Résultat | Équipe 2     |
| --------- | -------- | ------------ |
| Catania   | 3 - 2    | Giugliano    |
| Potenza   | 2 - 0    | Picerno      |
| Benevento | 1 - 5    | Juventus U23 |

| Équipe 1 | Résultat | Équipe 2     |
| -------- | -------- | ------------ |
| Crotone  | 0 - 0    | Juventus U23 |
| Catania  | 1 - 0    | Potenza      |

- En cas d'égalité, le club le mieux placé en championnat est qualifié pour le tour suivant.

#### Barrages de relégation
Les matchs se déroulent le 10 et le 17 mai 2025.
| Équipe  | Aller | Total | Retour | Équipe |
| ------- | ----- | ----- | ------ | ------ |
| Messina | 0 - 0 | 0 - 1 | 0 - 1  | Foggia |

- Le club de Messina est relégué en Serie D pour la saison 2025-2026.

### Barrages de promotion national

#### Premier tour
Les matchs se déroulent le 11 et le 14 mai 2025.
| Équipe               | Aller | Total | Retour | Équipe        |
| -------------------- | ----- | ----- | ------ | ------------- |
| Atalanta Bergame U23 | 7 - 1 | 8 - 3 | 1 - 2  | Torres Calcio |
| Giana Erminio        | 3 - 1 | 6 - 2 | 3 - 1  | Monopoli      |
| Catania              | 0 - 1 | 2 - 2 | 2 - 1  | Pescara       |
| Crotone              | 3 - 1 | 4 - 3 | 1 - 2  | FeralpiSalò   |
| Vis Pesaro           | 1 - 1 | 5 - 4 | 4 - 3  | Rimini        |

- En cas d'égalité sur les deux matchs, le club le mieux placé en championnat est qualifié pour le tour suivant.

#### Deuxième tour
Les matchs se déroulent le 18 et le 21 mai 2025.
| Équipe               | Aller | Total | Retour | Équipe           |
| -------------------- | ----- | ----- | ------ | ---------------- |
| Crotone              | 1 - 2 | 1 - 3 | 0 - 1  | L.R. Vicenza     |
| Giana Erminio        | 1 - 0 | 1 - 2 | 0 - 2  | Ternana Calcio   |
| Atalanta Bergame U23 | 0 - 0 | 2 - 2 | 2 - 2  | Audace Cerignola |
| Vis Pesaro           | 2 - 4 | 2 - 6 | 0 - 2  | Pescara          |

- En cas d'égalité sur les deux matchs, le club le mieux placé en championnat est qualifié pour le tour suivant.

#### Demi-finales
Les matchs se déroulent le 25 mai et le 28 mai 2025.
| Équipe           | Aller | Total | Retour | Équipe         |
| ---------------- | ----- | ----- | ------ | -------------- |
| L.R. Vicenza     | 0 - 0 | 1 - 3 | 1 - 3  | Ternana Calcio |
| Audace Cerignola | 1 - 4 | 2 - 5 | 1 - 1  | Pescara        |

#### Finales
Les matchs se déroulent le 2 et le 7 juin 2025.
| Équipe         | Aller | Total             | Retour | Équipe  |
| -------------- | ----- | ----------------- | ------ | ------- |
| Ternana Calcio | 0 - 1 | 1 - 1 (1 - 3 tab) | 1 - 0  | Pescara |

Légende des couleurs
- Promotion en Serie B.